# Le Samyn 2019
La Le Samyn 2019, cinquantunesima edizione della corsa, valevole come prova dell'UCI Europe Tour 2019 categoria 1.1, si svolse il 5 marzo 2019 per un percorso di 200 km, con partenza da Quaregnon ed arrivo a Dour, in Belgio. La vittoria fu appannaggio del francese Florian Sénéchal, che completò il percorso in 4h38'20" precedendo il belga Aimé De Gendt e l'olandese Niki Terpstra.
Al traguardo di Dour furono 93 i ciclisti, dei 174 partiti da Quaregnon, che portarono a termine la competizione.

## Squadre partecipanti
| N.      | Cod. | Squadra                     |
| ------- | ---- | --------------------------- |
| 1-7     | TDE  | Direct Énergie              |
| 11-17   | ALM  | AG2R La Mondiale            |
| 21-28   | DQT  | Deceuninck-Quick Step       |
| 31-37   | LTS  | Lotto Soudal                |
| 41-47   | ANS  | Androni Giocattoli-Sidermec |
| 51-57   | PCB  | Team Arkéa-Samsic           |
| 61-67   | CJR  | Caja Rural-Seguros RGA      |
| 71-77   | COF  | Cofidis                     |
| 81-87   | COC  | Corendon-Circus             |
| 91-97   | ICA  | Israel Cycling Academy      |
| 101-107 | ROC  | Roompot-Charles             |
| 111-117 | SVB  | Sport Vlaanderen-Baloise    |
| 121-127 | VCB  | Vital Concept-B&B Hotels    |

| N.      | Cod. | Squadra                   |
| ------- | ---- | ------------------------- |
| 131-137 | WGG  | Wanty-Gobert Cycling Team |
| 141-147 | WVA  | Wallonie Bruxelles        |
| 151-157 | AMO  | Amore & Vita-Prodir       |
| 161-167 | DHB  | Canyon DHB-Bloor Homes    |
| 171-177 | CIB  | Cibel-Cebon               |
| 181-187 | CCD  | Differdange-GeBa          |
| 191-197 | LPC  | Leopard Pro Cycling       |
| 201-207 | IAM  | IAM Excelsior             |
| 211-217 | NRL  | Natura4Ever-RLM           |
| 221-227 | SCB  | SwiftCarbon Pro Cycling   |
| 231-237 | TIS  | Tarteletto-Isorex         |
| 241-247 | WGN  | Team Wiggins-Le Col       |

## Ordine d'arrivo (Top 10)
| Pos. | Corridore         | Squadra      | Tempo    |
| ---- | ----------------- | ------------ | -------- |
| 1    | Florian Sénéchal  | Deceuninck   | 4h38'20" |
| 2    | Aimé De Gendt     | Wanty        | s.t.     |
| 3    | Niki Terpstra     | Direct       | s.t.     |
| 4    | Lars Boom         | Roompot      | s.t.     |
| 5    | Pieter Serry      | Deceuninck   | a 1"     |
| 6    | Stijn Vandenbergh | AG2R         | s.t.     |
| 7    | Tim Declercq      | Deceuninck   | a 6"     |
| 8    | Elmar Reinders    | Roompot      | a 8"     |
| 9    | Jesper Asselman   | Roompot      | a 14"    |
| 10   | Rémy Mertz        | Lotto-Soudal | a 19"    |